# Gustáv Hermann
Gustáv Hermann, né le 16 mars 1920, à Trnava, en Tchécoslovaquie et mort le 31 mars 2010, à Bratislava, en Slovaquie, est un ancien joueur, entraîneur et dirigeant tchécoslovaque de basket-ball. 

## Palmarès
Joueur
- Champion d'Europe 1946
- Finaliste du championnat d'Europe 1947

Entraîneur
- 3e du championnat d'Europe 1957
- Finaliste du championnat d'Europe 1959